# 岡本謹平
岡本 謹平（おかもと きんぺい、1895年（明治18年）11月1日 - 1973年（昭和48年）10月12日）は、昭和期の政治家・薬剤師。愛知県碧海郡刈谷町長（1948年～1950年）、刈谷市長（1950年～1955年）。

## 経歴

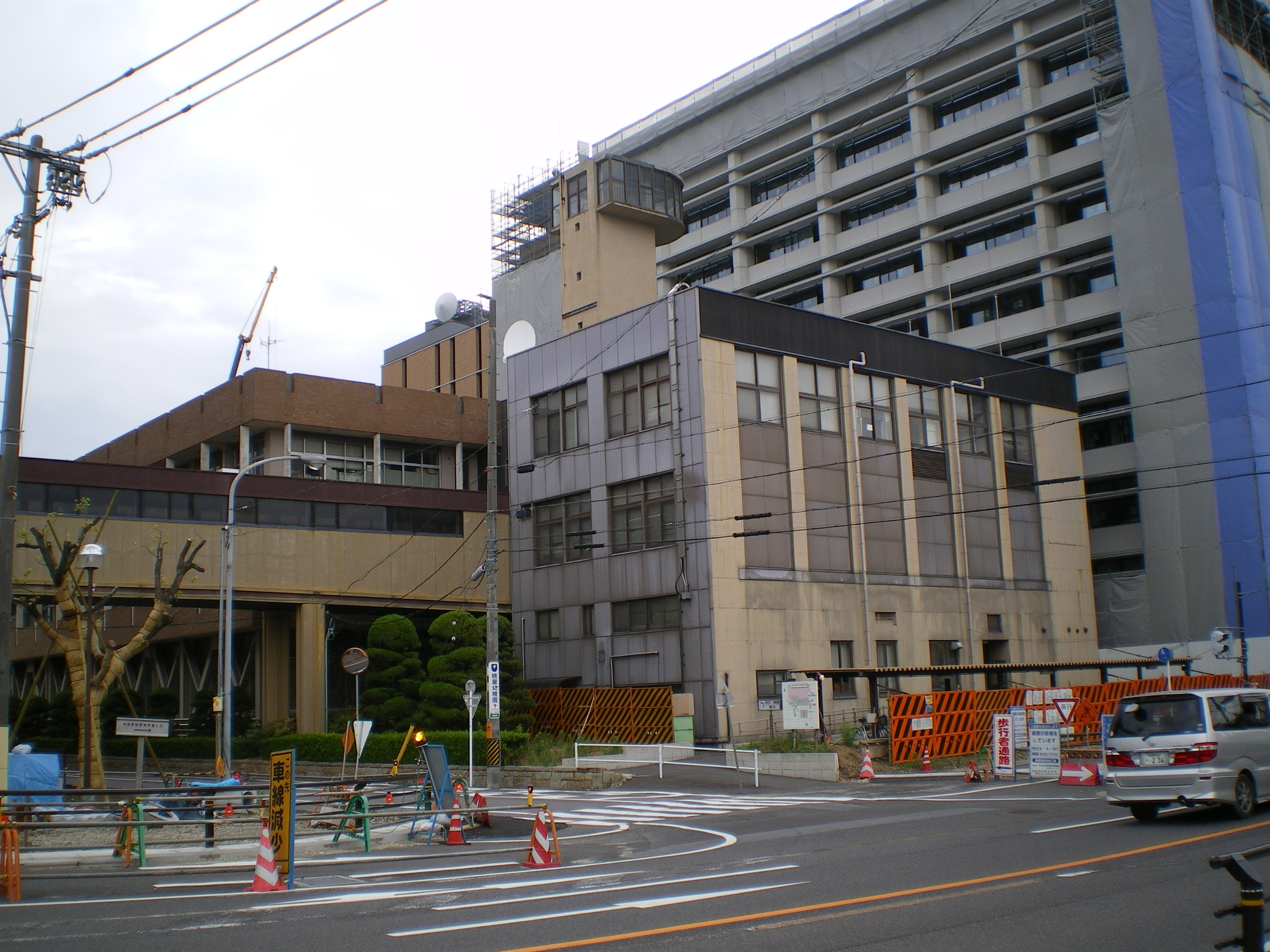
1954年竣工の刈谷市役所庁舎

1895年（明治18年）11月1日、愛知県碧海郡刈谷町（現・刈谷市広小路）に生まれた。旧制千葉医学専門学校薬学科（千葉大学の前身）を卒業して薬剤師となり、大日本帝国陸軍薬剤官少尉を経て、1914年（大正3年）に刈谷町に岡本薬局を開業した。1941年（昭和16年）から1948年（昭和23年）まで区長を務めた。

### 刈谷町長
1947年（昭和22年）に学制改革が行われると、碧海郡刈谷町では学校建設の資金が問題となり、1948年（昭和23年）9月には石原平一郎町長が辞任する騒動となった。この際には刈谷区自治会長を務めていた岡本らによって、愛知県立刈谷高等女学校（現・愛知県立刈谷北高等学校）の校舎を払い下げて中学校の校舎にするために署名運動が行われている。岡本は区・町組や労働組合の支持を取り付けて刈谷町長選挙に出馬し、刈谷町議会の関係者に推された野村義礼を破って刈谷町長に就任した。

### 刈谷市長
刈谷町長在任中の1950年（昭和25年）4月1日には刈谷町が市制施行して刈谷市が発足し、同時に刈谷市長に就任している。
1952年（昭和27年）10月には岡本の任期満了に伴う刈谷市長選挙が行われ、かつて刈谷町長を務めた大野一造が対抗馬となったが、岡本は大野に約2000票の大差を付けて当選した。1954年（昭和29年）11月には刈谷町議から不信任動議が提出され、1955年（昭和30年）7月2日に刈谷市長を退任した。かつて刈谷町長を務めた竹中七郎と、かつて富士松村長を務めた冨川誠一が刈谷市長選挙に出馬し、竹中が岡本の後任の刈谷市長に就任した。
1973年（昭和48年）10月12日に死去した。77歳没。

## 功績
1951年（昭和26年）には刈谷駅前土地区画整理事業に着手し、1953年（昭和28年）5月5日には国鉄東海道本線刈谷駅の新駅舎が完成した。
多くの公共施設の整備充実を図った。刈谷町時代からの刈谷市役所庁舎は現在の銀座2丁目にあったが、1954年（昭和29年）には現在の東陽町に刈谷市役所の新庁舎を建設した。
周辺農村との合併問題にも尽力し、1955年（昭和30年）4月1日には碧海郡依佐美村の一部と富士松村を刈谷市に編入した。